# Tritoxa ra
Tritoxa ra är en tvåvingeart som beskrevs av Harriot 1942. Tritoxa ra ingår i släktet Tritoxa och familjen fläckflugor.
Artens utbredningsområde är Kalifornien. Inga underarter finns listade i Catalogue of Life.